# Protestas kurdas en Turquía de 2011
Las protestas kurdas en Turquía son una campaña creada por los miembros de la minoría kurda de Turquía para protestar contra las restricciones de sus derechos por las autoridades turcas. A pesar de que son episodios parte de una larga serie de acciones de protesta por los kurdos en Turquía, están fuertemente influenciadas por las protestas populares simultáneas en todo el Oriente Medio y África del Norte, y el diario turco Hürriyet Daily News ha sugerido que la popularmente llamada "primavera árabe" que ha sido testigo de las revoluciones en Egipto y Túnez puede conducir a un "verano kurdo" en el extremo norte de Oriente Medio. Los manifestantes han salido a las calles, tanto en Estambul y en el sureste de Turquía, con algunas manifestaciones también informó de que el extremo oeste de Anatolia como Esmirna.

## Antecedentes
Actualmente hay entre 14 y 20 millones kurdos en Turquía, que viven principalmente en el sureste del país. El pueblo kurdo es un grupo étnico con su propia lengua y costumbres. En Turquía, el levantamiento kurdo se remonta a por lo menos 1925, pero la gran rebelión más reciente comenzó en 1978 y ha cruzado la frontera hacia adyacentes Kurdistán iraquí en varias ocasiones. Más de 3.000 pueblos kurdos han sido "evacuados" por las fuerzas armadas turcas desde el inicio del conflicto.
El Partido de los Trabajadores del Kurdistán (PKK por sus siglas en kurdo), un grupo separatista kurdo considerado como una organización terrorista por los gobiernos de Turquía y los Estados Unidos, ha exigido una mayor autonomía para el Kurdistán turco. También ha pedido a las autoridades turcas a que libere a los presos kurdos y los detenidos, revocar la prohibición de la educación en lengua kurda, y dejar de una acción militar contra los grupos kurdos. En 2009, el primer ministro Recep Tayyip Erdoğan puso en marcha un "kurda INICIATIVA" con el objetivo de ampliar los derechos culturales de los kurdos, pero muchos manifestantes kurdos han dicho que esto no va lo suficientemente lejos.
El 28 de febrero de 2011, el PKK anunció el fin de una tregua unilateral que había declarado en agosto de 2010, lo que provocó un ataque verbal de Erdogan contra el prokurdo Partido Paz y Democracia (BDP) sobre su presunta connivencia con el grupo militante. "Un partido político que está en el Parlamento lanzar a amenazas ... durante cada período de las elecciones pone presión sobre las personas que quieren ejercer su voluntad democrática y no responde a ningún otro propósito", dijo el primer ministro, al parecer lo que implica que el BDP es un frente político del proscrito PKK.

## Lista de protestas

### Marzo
En un comunicado publicado en Internet el 24 de marzo, del Partido Paz y Democracia (BDP) anunció el inicio inmediato de una campaña de desobediencia civil, comenzando con una huelga y plantón en Diyarbakir, la ciudad más grande en la región kurda. El gobierno respondió con el despliegue de soldados y vehículos del Ejército para disolver la manifestación no autorizada, que atrajo a unos 3.000 participantes. Sólo una fracción de estos diputados docena de participantes-unos pocos y funcionarios kurdos de la ciudad, incluido el alcalde de Diyarbakir, se les permitió continuar con el plantón en el lugar, mientras que miles de manifestantes se agolpaban fuera y gritaron consignas enojado. La policía se enfrentó con los manifestantes, algunos de los cuales trató de atacar a los agentes con fuegos artificiales, y detuvieron a cinco. Una escena similar estalló en Batman, donde un mayor número de manifestantes fueron detenidos y tiendas de campaña de protesta fueron llevados a la fuerza hacia abajo.
Las manifestaciones se extendieron a Estambul, Esmirna, Silopi, y Antalya el 27 de marzo. La protesta de los campamentos también surgió en Dersim, Mus, Van, y Agri. Varias decenas de manifestantes fueron detenidos. Selahattin Demirtas copresidente del Partido Paz y Democracia aseguró que su partido estaba decidido a llevar a cabo acciones de desobediencia civil en toda la región kurda y condenó al gobernador de la provincia de Diyarbakir por declarar ilegales las protestas. Compañeros del líder kurdo Ahmet Türk, dijeron que continuará el plantón en la acción a pesar de la presión de las autoridades turcas. "El primer ministro que envía un saludo a la plaza Tahrir mientras nos envía tanques y bombas de gas a nosotros debe saber que los kurdos la gente ha estado buscando su libertad en su propia Plaza Tahrir ", dijo Demirtas, refiriéndose al primer ministro, Recep Tayyip Erdoğan y su postura favorable a los revolucionarios de Egipto.
Alrededor de 40.000 personas marcharon en la página de presunta existencia de fosas comunes de los kurdos en la provincia de Siirt 28 de marzo. La marcha de protesta que dio pie a disturbios en la provincia. En Batman y Diyarbakir, dos de los lugares de origen de las protestas como parte de la campaña de desobediencia civil, medios de comunicación informaron las fuerzas de seguridad turcas detuvieron a varios manifestantes más.

### Abril
Demirtas incrementado la campaña de desobediencia civil los manifestantes kurdos el 6 de abril al acusar a los imanes enviados por el gobierno para dirigir las oraciones en el sureste de Turquía de apoyar y de espionaje para el gobernante Partido Justicia y Desarrollo, e instando a los kurdos no rezar detrás de ellos. Demirtas también dijo que los sermones en las partes kurda del país sólo se puede administrar en kurdo, se opone a una política de Erdogan.
En las oraciones del viernes en Diyarbakir, el 8 de abril, un número de kurdos boicotearon en solidaridad con el BDP, con muchos signos de la celebración y pancartas de apoyo Demirtas y las protestas como otros oró. Por lo menos un periódico publicó fotografías del boicot.
El 11 de abril, el ultraconservador Aksiyon semanario turco publicó acusaciones de que "los imanes militante" leal a los PKK intención de promover el terrorismo entre los kurdos por retratar a los combatientes del PKK muertos en enfrentamientos con las fuerzas gubernamentales como mártires. Según el informe, encarcelado líder del PKK Abdullah Öcalan ideó el plan desde la cárcel. También alegó que el proscrito PKK está usando el BDP como un frente político.
El 19 de abril, tabla de las elecciones de Turquía declaró que 12 políticos kurdos que se habían inscrito como candidatos independientes se les impidió correr en las elecciones parlamentarias de junio. Los políticos incluidos Leyla Zana, que ha pasado diez años de prisión por presunta pertenencia al PKK a pesar de una sentencia del Tribunal Europeo de Derechos Humanos de que su encarcelamiento viola la libertad de expresión.
Kurdos furiosos por la prohibición se manifestaron en Hakkari, Sirnak, Estambul, Van y Diyarbakir. Más de 2.000 manifestantes se reunieron en la plaza Taksim, en el lado europeo de Estambul, la mayor ciudad de Turquía. La policía utilizó gases lacrimógenos para dispersar la protesta, que al parecer varios heridos, incluyendo oficiales de policía por lo menos una. Los comerciantes y los trabajadores se declararon en huelga en Hakkari y Van. Van también vieron enfrentamientos entre manifestantes y gendarmes turcos, con su alcalde kurdo ser uno de los manifestantes heridos en los combates y enfrentamientos se reportaron también en Diyarbakir, donde fue hospitalizado un joven de 15 años de edad, tras haber sido herido de bala por la policía. El semi-oficial Anatolia Agencia reclamado daños materiales importantes en la ciudad de Diyarbakir y dijo que la policía confiscó varios cócteles molotov llevado a la manifestación por los manifestantes kurdos.
El 20 de abril, la policía disparó munición real contra los manifestantes en Bismil y mató a uno de ellos. Al menos 16 manifestantes fueron detenidos y cuatro heridos. El incidente atrajo la indignación de la comunidad kurda, con Selahattin Demirtas cancelar una reunión prevista con el presidente Abdullah Gül en Ankara por el tiroteo.
La junta electoral anuló su decisión de prohibir a varios candidatos políticos kurdos el 21 de abril después de enfrentar protestas masivas. Algunos periodistas que se prevé que este sea el fin de intensificar las protestas y los disturbios. Sin embargo, la Agencia Anatolia informó que un oficial de policía y dos civiles resultaron heridos en disturbios en Batman en el mismo día. La agencia de noticias semi-oficial afirmó que los manifestantes kurdos atacaron a la policía con piedras, bombas incendiarias y armas de fuego. También dijo que tres personas fueron hospitalizadas en la provincia de Van después de que manifestantes kurdos prendieron fuego a un banco con un cóctel molotov. La policía se estarían empleando gases lacrimógenos y cañones de agua para dispersar los disturbios.
De acuerdo con un informe en el diario progubernamental Zaman, presuntos partidarios del PKK lanzaron cócteles molotov contra una casa en los suburbios de Şanlıurfa mientras que una familia estaba durmiendo allí en la noche del 23 de abril, dañando gravemente la propiedad, pero causando sólo heridas leves. La policía detuvo a dos en relación con el incidente.
Zaman afirmó manifestantes pro-DPB en Ergani atacaron edificios y gendarmes con cócteles molotov y petardos. Asimismo, informó que 32 manifestantes fueron detenidos en Batman después de una multitud de manifestantes arrojaron piedras a la policía y trató de prender fuego a las tiendas. Estas manifestaciones se produjo apenas días después de los medios de comunicación internacionales informaron una disminución de las tensiones en el sureste de Turquía como consecuencia de la reversión de la prohibición de varios candidatos al parlamento kurdo. La Agencia Anatolia informó que dos soldados fuera de servicio, vestido de civil, fueron fusilados por la espalda en Yüksekova, dejando dos heridos. También alegó disturbios, incluyendo piedras y bombas incendiarias que lanzaban, en Bismil, informó que la policía utiliza gases lacrimógenos y cañones de agua para dispersar.
En la madrugada del 25 de abril, la policía allanó y desmantelado numerosos "solución democrática" tiendas de campaña y los manifestantes detenidos en 17 provincias a través de Turquía, informó Bianet. Un diputado resultó herido en una refriega con la policía.
BDP partidarios protestaron violentamente en el barrio de Aksaray de Estambul, atacando a la policía, vehículos y tiendas, Zaman supuesto. Las autoridades turcas también arrestaron a 35 en Hakkari sobre las supuestas relaciones del PKK. En respuesta, más de 20.000 kurdos que viven cerca de la frontera internacional con Irak marcharon a un paso de frontera y amenazó con entrar en el Kurdistán iraquí en una muestra de desafío a menos que los 35 fueron puestos en libertad, obligando a los funcionarios de la Paz y la Democracia de intervenir. Los manifestantes finalmente regresaron a sus hogares.
El 26 de abril, unos 20.000 en el sureste de Turquía, según los informes se convirtió en protesta por la detención de presuntos simpatizantes del PKK en Hakkari, según la prensa. Cerca de 10 000 manifestantes partió en una marcha de Hakkari a Van, según las autoridades kurdas.
La policía detuvo a 17 en el barrio kurdo de Manisa y derribaron BDP-respaldado "solución democrática" tiendas de campaña y campamentos de protesta en Tunceli, Manisa, Esmirna, Mardin, y Sirnak. Las autoridades dijeron que estaban buscando para disfrutar de cócteles Molotov y sacó tiendas de campaña donde supuestamente se encuentran las bombas incendiarias improvisadas.
El 27 de abril, los manifestantes lanzaron cócteles molotov contra la policía antidisturbios cerca de la estación de metro de Aksaray, que llevó a la policía a utilizar gases lacrimógenos para dispersar a los manifestantes. Los manifestantes eran en su mayoría dispersos, aunque un pequeño grupo permaneció en Aksaray, emisora NTV.
Abdullah Öcalan, el encarcelado líder del PKK, pidió una rebelión violenta contra el gobierno turco el 29 de abril en una reunión con sus abogados, diario turco Vatan informó.
La policía turca llevó a cabo redadas el 30 de abril en Batman, Estambul y Mardin, entre otros distritos, y detuvieron a 70 "agitadores", dijo que las autoridades fueron entrenados por el PKK a organizar manifestaciones y aprovechar el caos creado por las protestas kurdos.
En el mus, el primer ministro Erdogan, dijo, "Ya no hay una cuestión kurda en este país". Él dijo que Turquía sólo tiene que responder a las necesidades individuales de los kurdos como los ciudadanos comunes de la República. Llamó a los kurdos y los turcos "hermanos" y atacó tanto el PKK y el BDP, diciendo: "No podemos llegar a ninguna parte con los que intenta establecer un hermano contra otro. No podemos llegar a ninguna parte con aquellos que están tratando de dividir este país."

### Mayo
Los kurdos tienen una presencia en las manifestaciones pacíficas de Mayo el 1 de mayo en la plaza Taksim de Estambul y en otras partes de Turquía, junto con varias otras minorías y grupos de apoyo. Varios oradores pidieron a las autoridades a liberar a los periodistas encarcelados, los parlamentarios y funcionarios de la ciudad, incluyendo los detenidos en el Kurdistán turco durante las protestas de los meses anteriores, provocando el aplauso de la multitud en la plaza de Taksim.
Miles de kurdos en Diyarbakir resultó el 4 de mayo para el funeral de presuntos Trabajadores del Kurdistán combatientes del Partido murieron la semana pasada como parte de la Turquía - Trabajadores del Kurdistán Parte en conflicto, informó Reuters.
El 15 de mayo, las fuerzas militares turcas mató a doce rebeldes del PKK que se cruce en el norte de Irak (Gobierno Regional de Kurdistán) en Turquía, mientras que pierde uno de sus propios soldados a la explosión de una mina. Al día siguiente, miles de manifestantes se congregaron en Diyarbakir, y varios centenares realizaron sentadas y varias otras protestas en Estambul. Alrededor de 100 personas, algunas al parecer de la pro-kurdo Partido Paz y la Democracia compiten en las elecciones turcas próximo, cruzaron la frontera para recuperar dos cuerpos que se quedaron en el lugar de la emboscada. Las manifestaciones se tornaron violentas en Diyarbakir.